# Hideki Kita
Hideki Kita (jap. 喜多 秀喜, Kita Hideki; * 28. September 1952 in der Präfektur Saga) ist ein ehemaliger japanischer Langstreckenläufer.
Auf der Bahn wurde er 1977 und 1978 japanischer Meister sowohl über 5000- wie über 10.000 m. 1979 wurde er Asienmeister über 5000 m.
1978 wurde er Fünfter beim Beppu und Zweiter beim Fukuoka-Marathon. 1979 siegte er in Beppu und 1981 beim Tokyo International Men’s Marathon. 1982 wurde er Zweiter und 1983 Siebter in Fukuoka. Beim Marathon der Leichtathletik-Weltmeisterschaften  1983 in Helsinki kam er auf den 42. Platz. 1984 gewann er den Peking-Marathon und 1987 den Ōme-Marathon über 30 km. Mit jeweils einem fünften Platz in Peking 1987 und in Fukuoka 1988 fand seine Karriere ihren Abschluss.

## Persönliche Bestzeiten
- 5000 m: 13:27,44 min, 5. Juli 1977, Stockholm
- 10.000 m: 27:48,59 min, 7. Juli 1980, Stockholm
- Marathon: 2:10:30 h, 4. Dezember 1983, Fukuoka